# Giovanni Targioni Tozzetti
Giovanni Targioni Tozzetti (Florència, 11 de setembre de 1712 - Florència, 7 de gener de 1783) va ser un metge, naturalista i botànic italià. Va ser el supervisor de l'Orto Botanico di Firenze a Florència a qui va seguir Saverio Manetti.
És considerat com un dels fundadors de la fitopatologia.
Va ser un dels primers membres de l'Accademia dei Georgofili i de la Società Colombaria.
Aconsellat per Pier Antonio Micheli va dedicar-se a la botànica.
El 1767 publicà l'Alimurgia, o siqui la manera de fer menys greu la fam.
Amb ell començà una dinastia de naturalistres, amb el seu fill Ottaviano (1755 - 1829) botànic, el seu nebot Antonio (1785 - 1856) i el renebot Adolfo (1823 - 1902) zoòleg.